# Buddhabhadra
Buddhabhadra (佛陀跋陀羅, Pinyin: Fótuóbátuóluó, Wade-Giles: Fo-t'o-pa-t'o-lo, coreano: Bultabaltara, giapponese: Buddabaddara; Jalalabad, 359 – Nanchino, 429) è stato un monaco buddhista e traduttore indiano, importante traduttore di testi dal sanscrito al cinese.

## Biografia
Buddhabhadra nacque nel 359 a Nagarahara (attuale Jalalabad in Afghanistan) dove divenne monaco trasferendosi successivamente a Jiesha (attuale Skardu capitale del Baltistan, Kashmir pakistano) dove divenne discepolo di Buddhasena, l'autore dello Yogâcārabhūmi.
A Jiesha incontrò il pellegrino buddista cinese Fǎxiǎn (法顯, 337-422), giunto in India nei primi anni del V secolo per raccogliere sutra buddisti, in particolar modo della scuola Cittamatra. Fǎxiǎn, e un altro discepolo cinese di Buddhasena, Zheyan, convinsero Buddhabhadra a trasferirsi in Cina dove giunse, con Zheyan, nel 410 a Chang'an.
Nella capitale cinese non fu tuttavia bene accolto dagli allievi di Kumārajīva (344-413), decise quindi di accettare l'invito da parte di Huìyuan (慧遠, 334-416), il fondatore del monastero Dōnglín (東林) sul Monte Lu (anche Lúshān). Sul Monte Lu Buddhabhadra tradusse il Dharmatara-dhyāna-sūtra (達摩多羅禪經, Dámóduōluó chán jīng, T.D. 618) probabile opera del suo maestro Buddhasena.
Nel 413 lascerà il Monte Lu per recarsi a Nanchino dove resterà fino al 429, anno della sua morte. A Nanchino Buddhabhadra tradurrà: il Móhēsēngqílǜ (摩訶僧祇律, Grande Canone delle Regole monastiche, sans. Mahāsāṃghikavinaya, T.D. 1425), vinaya della scuola Mahāsāṃghika portato in Cina all'inizio del V secolo da Fǎxiǎn che lo aveva ottenuto a Pataliputra, l'Huāyánjīng (華嚴經, Sutra della ghirlanda fiorita di Buddha, sans. Avataṃsakasūtra, T.D. 278) e, insieme a Fǎxiǎn, una breve versione del Mahāparinirvāṇa-sūtra (con il titolo di 大般泥洹經, Dà bān níhuán jīng, Sutra mahayana del Grande passaggio al di là della sofferenza, T.D. 376).
Buddhabhadra svolse nella Cina meridionale quel ruolo di traduttore di testi buddisti svolto nella Cina settentrionale da Kumārajīva.